# Vitakraft
Die P.F.I. Vitakraft GmbH ist die Konzernmutter und höchste Konsolidierungsebene der Vitakraft-Gruppe, eines Markenunternehmens der Heimtierbranche mit Sitz in Bremen, Deutschland.
Neben Deutschland ist das Unternehmen in 20 weiteren Ländern in Europa, Asien und Amerika vertreten. Weltweit werden täglich rund 1,2 Mio. Vitakraft-Produkte für die Ernährung und Haltung von Heimtieren produziert und vertrieben.

## Geschichte
1837 eröffnete Heinrich Wührmann eine kleine Futtermittelhandlung in Heiligenrode bei Bremen und gilt damit als Grundsteinleger des Unternehmens. Seitdem wurde das Geschäft innerhalb der Familie Wührmann weitergegeben und von Generation zu Generation vergrößert. In der vierten Generation übernahm 1929 Heino Wührmann das Unternehmen. Erstmals schuf er die Grundlagen für eine moderne industrialisierte Form der Herstellung von Heimtiernahrung und machte Vitakraft zur schnell bekannt werdenden Marke. 1937 wechselte der Unternehmenssitz dann nach Bremen.
Der Zweite Weltkrieg unterbrach die positive Entwicklung vorerst, denn im Anschluss mussten sowohl die zerstörten Betriebsanlagen als auch die Rohstoff- und Absatzmärkte zunächst wiederaufgebaut werden. Die allmähliche Entwicklung der politischen und wirtschaftlichen Einheit Europas schuf in der Folge auch für das Familienunternehmen Vitakraft eine gute Chance und Voraussetzung, europaweit zu expandieren. Tochtergesellschaften in den wichtigsten europäischen Märkten wurden gegründet.
2013 zog sich die Gründerfamilie aus dem operativen Geschäft zurück, und Vitakraft wurde Teil der Firmengruppe Tiernahrung Deuerer.

## Produkte
Die Vitakraft-Produktpalette umfasst sowohl Hauptfutter und Snacks als auch Bedarfsartikel für die Pflege und Haltung von Heimtieren. Insgesamt bietet das Unternehmen unter der Dachmarke Vitakraft etwa 2.000 Artikel für Vögel, Nager, Hunde und Katzen an. Daneben gehören auch Produkte für die Tiergruppen Fisch, Reptilien, Igel oder Frettchen zum Vitakraft Sortiment. Vitakraft-Produkte sind über viele Einzelhandelsketten sowie im Zoofachhandel und in Onlineshops erhältlich.